# ساوترن تیبل لندز
ساوترن تیبل لندز یا فلات جنوبی (به انگلیسی: Southern Tablelands) ناحیه‌ای واقع در ایالت نیو ساوت ولز در استرالیا می‌باشد.